# Boisleux-au-Mont Communal Cemetery
Boisleux-au-Mont Communal Cemetery is een begraafplaats gelegen in de Franse plaats Boisleux-au-Mont (Pas-de-Calais). De militaire graven worden onderhouden door de Commonwealth War Graves Commission.
De begraafplaats telt 8 geïdentificeerde Gemenebest graven, waarvan 6 uit de Eerste Wereldoorlog en 2 uit de Tweede Wereldoorlog.